# Terapia em grupo

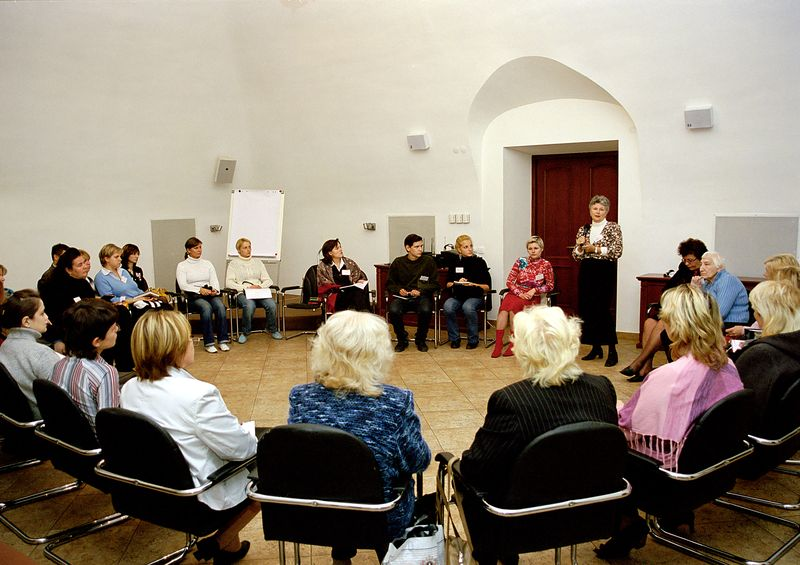
Uma sessão de terapia em grupo.

Terapia em grupo é um método de psicoterapia. Usando como base a teoria da ação racional, a sessão da terapia em grupo visa investigar a congruência entre as atitudes das pessoas participantes da reunião. A coleta de dados e a monitorização é realizada por um profissional da área de saúde mental. As pessoas reunidas ouvem depoimentos uns dos outros e se manifestam contando como e por que iniciaram e convivem com problemas, como a dependência química. Esse é considerado um passo muito importante para um dependente químico, pois é o momento em que ele assume o problema e adquire a convicção de que necessita de ajuda para retornar à sociedade.

## Aplicação
Iinicialmente aprovada para diminuir os custos e aumentar a eficiência, terapeutas rapidamente reconheceram uma série de benefícios terapêuticos positivos que não poderiam ser adquiridos a partir de um tratamento individual. A terapia em grupo consiste frequentemente em "falar" durante a terapêutica, mas pode também incluir outras formas terapêuticas, como a terapia expressiva, o psicodrama e até mesmo as "não faladas" como a TaKeTiNa.
Na terapia em grupo as interações entre os membros do grupo e os terapeutas tornam-se o material com o qual a terapia é conduzida, juntamente com experiências passadas e as experiências fora do grupo terapêutico. Essas interações não são necessariamente tão positivas como no relato acima, uma vez que os problemas que o paciente possui em experiências na vida cotidiana também vão mostrar-se na sua interação no grupo, permitindo-lhes ser trabalhado através de uma configuração terapêutica, que podem gerar experiências. O que seria traduzido como "vida real". A terapia em grupo não se baseia em uma singular teoria psicoterapêutica, mas o que leva a muitas outras obras.

## Alguns dos muitos benefícios da terapia em grupo
- Explorando questões num contexto social, refletindo mais fielmente sobre a vida real.
- A terapia em grupo proporciona uma oportunidade para observar e refletir sobre a sua própria habilidade social, bem como a de outros.
- A terapia em grupo proporciona uma oportunidade para se beneficiar tanto através de uma participação ativa como através da observação.
- A terapia em grupo oferece uma oportunidade de dar e receber apoio imediato; sobre preocupações, questões e problemas que afetam a sua vida.
- Os membros de uma terapia em grupo se beneficiam, trabalhando através de um conjunto de questões pessoais, dando suporte; em um ambiente confidencial e por ajudar os outros a trabalharem também através deles.